# Chlorophonia
Chlorophonia é um género de gaturamos da família dos fringilídeos. Descrito pela primeira vez em 1851, são endémicos da região neotropical. São aves pequenas, na sua maioria verdes e brilhantes, que habitam nas florestas húmidas e hábitats próximos, especialmente nas terras altas.
O nome gaturamo vem do tupi katu'rama que significa "o que será bom?", e clorofónia vem do grego, referente à khlōros que significa "verde" com a combinação do nome genérico Euphonia.
O género Clorophonia foi em tempos considerado parte da família dos tiês e sanhaçus, Thraupidae.

## Espécies
O género contém cinco espécies reconhecidas:
Por vezes, alguns membros do género Euphonia são inclusos no género Chlorophonia em algumas classificações, como é o caso do gaturamo-elegante (Euphonia elegantissima), gaturamo-das-antilhas (Euphonia musica) e do gaturamo-rei (Euphonia cyanocephala).
| Imagem | Nome Comum                      | Nome Científico           | Distribuição                                                  |
| ------ | ------------------------------- | ------------------------- | ------------------------------------------------------------- |
|        | Gaturamo-bandeira               | Chlorophonia cyanea       | Brasil, Paraguai, Argentina, Bolívia e Venezuela.             |
|        | Gaturamo-de-barriga-castanha    | Chlorophonia pyrrhophrys  | Colômbia, Equador, Peru e Venezuela.                          |
|        | Gaturamo-de-colar-amarelo       | Chlorophonia flavirostris | Colômbia, Equador e Panamá.                                   |
|        | Gaturamo-de-coroa-azul          | Chlorophonia occipitalis  | El Salvador, Panamá, Guatemala, Honduras, México e Nicarágua. |
|        | Gaturamo-de-sobrancelha-dourada | Chlorophonia callophrys   | Costa Rica e Panamá.                                          |